# 四川狭口蛙
四川狭口蛙（学名：Kaloula rugifera）为姬蛙科狭口蛙属的两栖动物，是中国的特有物种。分布于四川、甘肃等地。该物种的模式产地在四川。